# ناصر جبلی
ناصر جبلی (زادهٔ ۱۳۳۶ در ایران)، برنامه‌نویس و سازنده بازی‌های رایانه‌ای اهل ایران و مقیم آمریکا است. او برای ادامه تحصیل در رشته علوم رایانه به آمریکا رفت.
سید ناصر جبلی در ایران و در زمانه‌ای به دور از فناوریهای نوین به دنیا آمد. بعد از اتمام متوسطه تصمیم می‌گیرد در زمینه‌ی علوم رایانه، یکی از جدیدترین رشته‌های علمی آن زمان تحصیل کند؛ برای رسیدن به خواسته‌اش ناچار به جلای وطن می‌شود و به سرزمین فرصت‌ها مهاجرت می‌کند. در دانشگاه «کال استیت» ثبت نام می‌کند و همزمان خارج از برنامه‌ی درسی خودش را سرگرم تمرین برنامه‌نویسی و به ویژه کد نویسی بازی می‌کند. علاقه‌اش به برنامه‌نویسی آن‌قدر زیاد می‌شود که تصمیم می‌گیرد بعد از گرفتن مدرک، شغلی در همین زمینه پیدا کند. در منابعِ ثبت شده، اولین بار نام او در ۱۹۸۱ و در مجله‌ی «سافتاک» آمده؛ سافتاک (Softalk) یکی از مشهورترین مجله‌های رایانه بود که بیشتر به رایانه‌ی اپل ۲ می‌پرداخت.

## فعالیت‌های شغلی
در سال ۱۳۵۹ شمسی (۱۹۸۰ میلادی) او به همراه جری جوِل شرکت "Sirius Software" را بنیان نهاد و بازی‌های بسیاری از جمله "space eggs" و "Gorgon" را برای اپل ۲ تولید کرد که بیش از ۲۳۰۰۰ نسخه از این بازی در یک سال به فروش رسید و آن را به یکی از پرفروش‌ترین بازی‌های جهان تا سال ۱۹۸۲ میلادی تبدیل کرد.
سپس او برای تأسیس یک شرکت مستقل در سال ۱۹۸۱ از Sirius Software جدا شد و شرکت خود با نام "Gebelli Software" را ایجاد کرد. گرچه او در این شرکت بازی‌هایی چون "Horizon V" و "Zenith" را تولید کرد؛ ولی در کل موفقیت چندانی به دست نیاورد.
پس از ورشکستگی شرکتش، جبلی شروع به یک سری سفر به نقاط مختلف جهان کرد تا اینکه در سال ۱۹۸۶ به واسطه یکی از دوستانش دوباره تشویق به کار بر روی بازی‌های رایانه‌ای شد. دوست او که خود دوستانی در اسکوئر و نینتندو داشت او را به این شرکت‌های ژاپنی معرفی کرد و نهایتاً او به ژاپن پرواز کرد تا دیدارهایی با برنامه نویسان و برخی مدیران این شرکت‌ها داشته باشد. با وجود عدم تمایل نینتندو برای استخدام او، اسکوئر که به خوبی از پیشینه و شهرت او آگاه بود، او را استخدام کرد و در آینده او یکی از اصلی‌ترین طراحان سه قسمت اول مجموعه پرطرفدار فاینال فانتزی بود.
اما در میانه‌های کار بر روی فاینال فانتزی ۲ و ۳ او به دلیل انقضای ویزای کارش مجبور به بازگشت به آمریکا شد تا کار بر روی این دو بازی را در آنجا به سرانجام برساند.
اما این پایان فعالیت او نبود و پس از اتمام پروژه فاینال فانتزی ۳ او بر روی بازی "Secret of Mana" کار کرد که این عنوان، الهام بخش بازی‌های نقش آفرینی بسیاری چون "The Temple Of Elemental Evil" و "Dungeon Siege III" بوده است.

## بازنشستگی
پس از اتمام کار بر روی Secet of Mana او دوباره به نقاط مختلف جهان سفر کرد و به نوعی خود را بازنشسته کرد. او اکنون در ساکرامنتو، کالیفرنیا زندگی می‌کند؛ جایی که بیشتر عمرش را در آن گذراند.

## فعالیت و مشارکت
در زیر فهرستی از بازی‌هایی که او در ساختشان نقش داشته است وجود دارد :
Sirius Software
- Star Cruiser (1980, اپل ۲)
- Phantoms Five (1980, اپل ۲)
- Both Barrels (1980, اپل ۲)
- Gorgon (1981, اپل ۲)
- Space Eggs (1981, اپل ۲)
- Cyber Strike (1981, اپل ۲)
- Pulsar II (1981،اپل ۲)
- Autobahn (1981, اپل ۲)

Gebelli Software
- Horizon V (1981, اپل ۲)
- Firebird (1981, اپل ۲)
- Russki Duck (1982،اپل ۲)
- Zenith (1982, اپل ۲)
- Neptune (1982, اپل ۲)
- ScubaVenture (1983, آی بی ام)
- Mouser (1983, آی بی ام)

Square
- 3D WorldRunner (۱۹۸۷، ان ای اس)
- Rad Racer (1987, ان ای اس)
- JJ: Tobidase Daisakusen Part 2 (1987, ان ای اس)
- Final Fantasy (1987, ان ای اس)
- Final Fantasy II (1988, ان ای اس)
- Final Fantasy III (1990, ان ای اس)
- Rad Racer II (1990, ان ای اس)
- Secret of Mana (1993, سوپر نینتندو)
- Final Fantasy Origins (2002, پلی استیشن)
- Final Fantasy I & II: Dawn of Souls (2004, گیم بوی ادوانس)